# Fussball Club Wil 1900 2014-2015
Questa voce raccoglie le informazioni riguardanti il Fussball Club Wil 1900 nelle competizioni ufficiali della stagione 2014-2015.

## Stagione
Nella stagione 2014-2015 il Wil, allenato da Axel Thoma, Neno Kuruzovic, Francesco Gabriele e Erdal Keser, concluse il campionato di Challenge League al 9º posto. In Coppa Svizzera il Wil fu eliminato agli ottavi di finale dal Münsingen.

## Rosa
| N. |                           | Ruolo | Calciatore       |
| -- | ------------------------- | ----- | ---------------- |
| 1  | Svizzera (bandiera)       | P     | Hrvoje Bukovski  |
| 2  | Corea del Nord (bandiera) | D     | Cha Jong-hyok    |
| 3  | Brasile (bandiera)        | D     | Dutra            |
| 4  | Svizzera (bandiera)       | D     | Granit Lekaj     |
| 5  | Svizzera (bandiera)       | D     | Robin Estermann  |
| 6  | Svizzera (bandiera)       | C     | Ergün Berisha    |
| 7  | Svezia (bandiera)         | C     | Andrés Vásquez   |
| 8  | Svizzera (bandiera)       | D     | Pascal Cerrone   |
| 9  | Svizzera (bandiera)       | A     | Ivan Audino      |
| 10 | Francia (bandiera)        | C     | Marko Muslin     |
| 11 | Svizzera (bandiera)       | A     | Haris Tabaković  |
| 13 | Svizzera (bandiera)       | C     | Basil Stillhart  |
| 14 | Svizzera (bandiera)       | D     | Silvano Schäppi  |
| 15 | Camerun (bandiera)        | C     | Stephane Eba Eba |

| N. |                               | Ruolo | Calciatore        |
| -- | ----------------------------- | ----- | ----------------- |
| 16 | Svizzera (bandiera)           | D     | Simon Dünki       |
| 17 | Svizzera (bandiera)           | C     | Dario Koller      |
| 18 | Svizzera (bandiera)           | P     | Michael Gähwiler  |
| 19 | Svizzera (bandiera)           | C     | Nikola Bozic      |
| 20 | Svizzera (bandiera)           | C     | Enis Latifi       |
| 20 | Kosovo (bandiera)             | C     | Gjelbrim Tahipi   |
| 21 | Macedonia del Nord (bandiera) | A     | Samir Fazli       |
| 22 | Tunisia (bandiera)            | D     | Ferid Matri       |
| 23 | Svizzera (bandiera)           | D     | Michael Gonçalves |
| 24 | Svizzera (bandiera)           | C     | Nedim Sacirović   |
| 30 | Svizzera (bandiera)           | P     | Novem Baumann     |
| 32 | Svizzera (bandiera)           | D     | Caine Keller      |
| 34 | Svizzera (bandiera)           | C     | Etienne Scholz    |

## Organigramma societario
Area tecnica
- Allenatore: Erdal Keser
- Allenatore in seconda: Neno Kuruzovic
- Preparatore dei portieri:
- Preparatori atletici:

## Calciomercato

### Sessione estiva
| Acquisti | Acquisti        | Acquisti   | Acquisti |
| R.       | Nome            | da         | Modalità |
| -------- | --------------- | ---------- | -------- |
| A        | Samir Fazli     | Heerenveen |          |
| C        | Andrés Vásquez  | Häcken     |          |
| P        | Yanick Brecher  | Zurigo     |          |
| P        | Hrvoje Bukovski | Lugano     |          |
| D        | Silvano Schäppi | Zurigo II  |          |

| Cessioni | Cessioni           | Cessioni      | Cessioni |
| R.       | Nome               | a             | Modalità |
| -------- | ------------------ | ------------- | -------- |
| P        | Anthony Favre      | Zurigo        |          |
| C        | Claudio Holenstein | Lucerna       |          |
| D        | Jiří Koubský       | Köniz         |          |
| C        | Martin Steuble     | Sporting K.C. |          |
| P        | Timon Waldvogel    | Tuggen        |          |

### Sessione invernale
| Acquisti | Acquisti          | Acquisti     | Acquisti |
| R.       | Nome              | da           | Modalità |
| -------- | ----------------- | ------------ | -------- |
| P        | Novem Baumann     | Zurigo II    |          |
| C        | Etienne Scholz    | Grasshoppers |          |
| C        | Stephane Eba Eba  | Magonza II   |          |
| C        | Nedim Sacirović   | Lucerna      |          |
| D        | Ferid Matri       | Lucerna      |          |
| D        | Simon Dünki       | Basilea II   |          |
| D        | Michael Gonçalves | Basilea      |          |

| Cessioni | Cessioni         | Cessioni     | Cessioni |
| R.       | Nome             | a            | Modalità |
| -------- | ---------------- | ------------ | -------- |
| P        | Yanick Brecher   | Zurigo       |          |
| D        | Federico Platero | Osijek       |          |
| A        | Andrei Blejdea   | Domžale      |          |
| C        | Jordan Brown     | Grasshoppers |          |
| C        | Sandro Lombardi  | Lugano       |          |

## Risultati

### Challenge League

#### Prima fase, girone di andata
| Arbitro: | Fähndrich |

|                                 |           |  |
| Paiva 7’, 36’, 79’ Bengondo 60’ | Marcatori |  |

| Arbitro: | Bieri |

|  |           |          |
|  | Marcatori | 16’ Ianu |

| Arbitro: | Superczynski |

|                |           |                          |
| Vonlanthen 25’ | Marcatori | 36’ Stillhart 37’ Tahipi |

| Arbitro: | Jancevski |

|                           |           |            |
| Geissmann 28’ Brahimi 73’ | Marcatori | 52’ Tahipi |

| Arbitro: | Gut |

|                                                      |           |                    |
| Stillhart 13’ Lombardi 18’ Tabaković 74’ Vásquez 82’ | Marcatori | 46’ Madou 84’ Tall |

| Arbitro: | Schnyder |

|                                                           |           |                          |
| Lombardi 7’ Audino 28’ Tahipi 46’ Brown 66’ Tabaković 73’ | Marcatori | 4’ Facchinetti 78’ Tadić |

| Arbitro: | Pache |

|                 |           |            |
| Di Gregorio 77’ | Marcatori | 22’ Koller |

| Wil 13 settembre 2014, ore 17:45 CEST 8ª giornata | Wil     | 0 – 0 referto | Bienne | IGP Arena (1 230 spett.)\| Arbitro: \| Huwiler \| |
| Arbitro:                                          | Huwiler |               |        |                                                   |

| Arbitro: | Erlachner |

|  |           |                        |
|  | Marcatori | 26’ Fazli 90’ Lombardi |

#### Prima fase, girone di ritorno
| Arbitro: | San |

|                |           |                                         |
| Fazli 23’, 45’ | Marcatori | 26’ Geissmann 40’, 70’ Buess 90’ Ramizi |

| Arbitro: | Klossner |

|          |           |                             |
| Fazli 8’ | Marcatori | 44’ Cortelezzi 78’ Paçarizi |

| Arbitro: | Schnyder |

|                                                   |           |                    |
| Kamber 1’ Morello 9’ Ukoh 38’ (rig.) Siegrist 90’ | Marcatori | 84’ (rig.) Cerrone |

| Arbitro: | Ovcharov |

|                         |           |                              |
| Lombardi 59’ Tahipi 67’ | Marcatori | 5’, 69’ Pacar 70’ Mihajlović |

| Arbitro: | Jancevski |

|             |           |  |
| Delclos 56’ | Marcatori |  |

| Arbitro: | Staubli |

|  |           |                                  |
|  | Marcatori | 24’, 30’ Bengondo 87’ Marchesano |

| Arbitro: | San |

|                       |           |                  |
| Gétaz 65’ Alvarez 85’ | Marcatori | 17’, 38’ Vásquez |

| Arbitro: | Gut |

|               |           |  |
| Stillhart 77’ | Marcatori |  |

| Arbitro: | Huwiler |

|  |           |                                  |
|  | Marcatori | 10’ Brown 22’ Cerrone 65’ Muslin |

#### Seconda fase, girone di andata
| Arbitro: | Fähndrich |

|  |           |                      |
|  | Marcatori | 13’ Buess 56’ Bühler |

| Arbitro: | Tschudi |

|                           |           |            |
| Muslin 27’ Fazli 59’, 90’ | Marcatori | 9’ Kololli |

| Arbitro: | Jancevski |

|                          |           |                        |
| Stillhart 49’ Koller 67’ | Marcatori | 57’ Krasniqi 65’ Paiva |

| Lugano 28 febbraio 2015, ore 17:00 CET 22ª giornata | Lugano | 0 – 0 referto | Wil | Stadio di Cornaredo (1 917 spett.)\| Arbitro: \| Musa \| |
| Arbitro:                                            | Musa   |               |     |                                                          |

| Wil 7 marzo 2015, ore 17:45 CET 23ª giornata | Wil       | 0 – 0 referto | Chiasso | IGP Arena (1 080 spett.)\| Arbitro: \| Jancevski \| |
| Arbitro:                                     | Jancevski |               |         |                                                     |

| Arbitro: | Fähndrich |

|  |           |           |
|  | Marcatori | 10’ Fazli |

| Wil 23 marzo 2015, ore 19:45 CET 25ª giornata | Wil          | 0 – 0 referto | Servette | IGP Arena (1 580 spett.)\| Arbitro: \| Superczynski \| |
| Arbitro:                                      | Superczynski |               |          |                                                        |

| Arbitro: | Huwiler |

|                                    |           |               |
| Malonga 11’ Carvalho 31’ Savic 64’ | Marcatori | 68’ Stillhart |

| Bienne 12 aprile 2015, ore 15:00 CEST 27ª giornata | Bienne | 0 – 0 referto | Wil | Gurzelen (1 440 spett.)\| Arbitro: \| Studer \| |
| Arbitro:                                           | Studer |               |     |                                                 |

#### Seconda fase, girone di ritorno
| Arbitro: | Fähndrich |

|                        |           |                                                    |
| Schäppi 88’ Tahipi 90’ | Marcatori | 4’, 20’ Rossini 54’ Tosetti 61’ Bašić 77’ Lombardi |

| Arbitro: | Jancevski |

|                      |           |           |
| Regazzoni 90’ (rig.) | Marcatori | 62’ Fazli |

| Arbitro: | Schnyder |

|                                                    |           |  |
| Matri 42’ (aut.) Gétaz 47’ Dubajić 53’ Kololli 64’ | Marcatori |  |

| Arbitro: | Superczynski |

|                         |           |             |
| Marković 59’ Kamber 90’ | Marcatori | 71’ Cerrone |

| Arbitro: | Musa |

|                               |           |                                   |
| Matri 4’ Muslin 69’ Fazli 88’ | Marcatori | 12’, 45’, 56’ Mariani 85’ Neitzke |

| Arbitro: | Huwiler |

|          |           |             |
| Fazli 7’ | Marcatori | 54’ Pimenta |

| Arbitro: | Schnyder |

|                                                |           |                    |
| Bengondo 5’ (rig.), 69’ Paiva 25’ D'Angelo 60’ | Marcatori | 14’ (rig.) Cerrone |

| Arbitro: | Hänni |

|                     |           |  |
| Ramizi 89’ Rapp 90’ | Marcatori |  |

| Arbitro: | Amhof |

|                                                             |           |  |
| Vásquez 14’ Monteiro 75’ (aut.) Sacirović 78’ Tabaković 80’ | Marcatori |  |

### Coppa Svizzera
| 23 agosto 2014, ore 18:00 CEST Primo turno | Dietikon | 0 – 4 | Wil |  |

| 20 settembre 2014, ore 18:00 CEST Secondo turno | FC Henau | 2 – 3 | Wil |  |

| 30 ottobre 2014, ore 19:30 CET Ottavi di finale | Münsingen | 3 – 2 | Wil |  |

## Statistiche

### Statistiche di squadra
| Competizione     | Punti | In casa | In casa | In casa | In casa | In casa | In casa | In trasferta | In trasferta | In trasferta | In trasferta | In trasferta | In trasferta | Totale | Totale | Totale | Totale | Totale | Totale | DR  |
| Competizione     | Punti | G       | V       | N       | P       | Gf      | Gs      | G            | V            | N            | P            | Gf           | Gs           | G      | V      | N      | P      | Gf     | Gs     | DR  |
| ---------------- | ----- | ------- | ------- | ------- | ------- | ------- | ------- | ------------ | ------------ | ------------ | ------------ | ------------ | ------------ | ------ | ------ | ------ | ------ | ------ | ------ | --- |
| Challenge League | 37    | 18      | 5       | 5       | 8       | 30      | 32      | 18           | 4            | 5            | 9            | 17           | 31           | 36     | 9      | 10     | 17     | 47     | 63     | -16 |
| Coppa Svizzera   | -     | 0       | 0       | 0       | 0       | 0       | 0       | 3            | 2            | 0            | 1            | 9            | 5            | 3      | 2      | 0      | 1      | 9      | 5      | +4  |
| Totale           | 37    | 18      | 5       | 5       | 8       | 30      | 32      | 21           | 6            | 5            | 10           | 26           | 36           | 39     | 11     | 10     | 18     | 56     | 68     | -12 |

### Andamento in campionato
| Giornata  | 1  | 2  | 3 | 4 | 5 | 6 | 7 | 8 | 9 | 10 | 11 | 12 | 13 | 14 | 15 | 16 | 17 | 18 | 19 | 20 | 21 | 22 | 23 | 24 | 25 | 26 | 27 | 28 | 29 | 30 | 31 | 32 | 33 | 34 | 35 | 36 |
| --------- | -- | -- | - | - | - | - | - | - | - | -- | -- | -- | -- | -- | -- | -- | -- | -- | -- | -- | -- | -- | -- | -- | -- | -- | -- | -- | -- | -- | -- | -- | -- | -- | -- | -- |
| Luogo     | T  | C  | T | T | C | C | T | C | T | C  | C  | T  | C  | T  | C  | T  | C  | T  | C  | C  | C  | T  | C  | T  | C  | T  | T  | C  | T  | T  | T  | C  | C  | T  | T  | C  |
| Risultato | P  | P  | V | P | V | V | N | N | V | P  | P  | P  | P  | P  | P  | N  | V  | V  | P  | V  | N  | N  | N  | V  | N  | P  | N  | P  | N  | P  | P  | P  | N  | P  | P  | V  |
| Posizione | 10 | 10 | 8 | 9 | 6 | 5 | 5 | 5 | 5 | 6  | 6  | 7  | 8  | 8  | 8  | 8  | 8  | 6  | 7  | 7  | 7  | 7  | 7  | 6  | 6  | 6  | 7  | 7  | 7  | 7  | 7  | 8  | 8  | 9  | 9  | 9  |

Legenda:

Luogo: C = Casa; T = Trasferta. Risultato: V = Vittoria; N = Pareggio; P = Sconfitta.

### Statistiche dei giocatori
| I. Audino    | 30 | 1  | 7 | 1 |
| N. Baumann   | 0  | 0  | 0 | 0 |
| E. Berisha   | 25 | 0  | 3 | 1 |
| A. Blejdea   | 1  | 0  | 0 | 0 |
| N. Bozic     | 12 | 0  | 2 | 0 |
| Y. Brecher   | 25 | 0  | 1 | 0 |
| J. Brown     | 17 | 2  | 4 | 0 |
| H. Bukovski  | 11 | 0  | 0 | 0 |
| P. Cerrone   | 30 | 4  | 2 | 0 |
| J. Cha       | 11 | 0  | 2 | 1 |
| D. Dutra     | 13 | 0  | 2 | 0 |
| S. Dünki     | 2  | 0  | 0 | 0 |
| S. Eba       | 2  | 0  | 1 | 0 |
| R. Estermann | 0  | 0  | 0 | 0 |
| S. Fazli     | 27 | 10 | 4 | 0 |
| M. Gonçalves | 13 | 0  | 5 | 0 |
| M. Gähwiler  | 0  | 0  | 0 | 0 |
| C. Keller    | 6  | 0  | 0 | 0 |
| D. Koller    | 33 | 2  | 1 | 0 |
| E. Latifi    | 1  | 0  | 0 | 0 |
| G. Lekaj     | 34 | 0  | 7 | 0 |
| S. Lombardi  | 13 | 4  | 2 | 0 |
| F. Matri     | 16 | 1  | 3 | 0 |
| M. Muslin    | 35 | 3  | 6 | 0 |
| F. Platero   | 13 | 0  | 1 | 1 |
| N. Sacirović | 12 | 1  | 2 | 0 |
| E. Scholz    | 5  | 0  | 0 | 0 |
| S. Schäppi   | 23 | 1  | 3 | 0 |
| B. Stillhart | 25 | 5  | 8 | 0 |
| H. Tabaković | 10 | 3  | 1 | 0 |
| G. Tahipi    | 35 | 5  | 5 | 0 |
| A. Vásquez   | 15 | 4  | 2 | 0 |